# Kirk Luchman
Kirk Luchman (* 25. Juli 1975) ist ein ehemaliger US-amerikanischer Basketballspieler.

## Leben
Der 2,08 Meter große Innenspieler stand zwischen 1993 und 1997 in 111 Spielen für die Hochschulmannschaft der Florida State University auf dem Feld. Seine besten statistischen Werte fuhr er in der Saison 1995/96 ein, als er pro Spiel 9,2 Punkte, 6,4 Rebounds sowie einen Block erreichte.
Drei Jahre war Luchman hernach Berufsbasketballspieler, zwei davon in der deutschen Basketball-Bundesliga. In der Saison 1997/98 stand er zunächst bei den Ruhr Devils (vorheriger Name: TuS Herten) unter Vertrag, ehe er Mitte Dezember 1997 innerhalb der Bundesliga zum MTV Gießen wechselte. Für Gießen stand er in neun Begegnungen auf dem Spielfeld und erzielte im Schnitt 14,1 Punkte.
Im Spieljahr 1998/99 bestritt Luchman 28 Bundesliga-Spiele für die SG Braunschweig, er kam für die Niedersachsen auf Mittelwerte von 8,8 Punkten und 6,9 Rebounds je Begegnung. Im Sommer 1999 spielte er in seinem Heimatland für die Pennsylvania ValleyDawgs in der USBL. 1999/2000 stand er jeweils kurzzeitig bei den französischen Zweitligisten Saint-Quentin und Roanne unter Vertrag.
Luchman ging anschließend in sein Heimatland zurück und wurde in Florida beruflich tätig. Im September 2014 gewann er in dem US-Bundesstaat einen Bodybuilding-Wettkampf. Er war zeitweise in leitender Stellung im Gastgewerbe und dann im Bereich Versicherungen tätig. 2016 ging Luchman nach London, wo er eine Direktorenstelle bei einem Versicherungsunternehmen antrat.
Er kehrte in sein Heimatland zurück. Dem Basketballsport blieb Luchman als Leiter, Geschäftsführer und Trainer des 2024 in Denver gegründeten Vereins Mile High United verbunden.